# Eugène Feyen
Jacques Eugène Feyen, né le 13 novembre 1815 à Bey-sur-Seille (Meurthe) et mort le 24 juillet 1908 dans le 9e arrondissement de Paris, est un photographe et peintre français.

## Biographie
Fils d'un percepteur et frère ainé du peintre Augustin Feyen-Perrin, Eugène entre à l'École des beaux-arts de Paris dans l'atelier de Paul Delaroche. Après avoir pratiqué la photographie avec son frère, il revient à la peinture. Il expose au Salon de 1841 à 1908, où il obtient des médailles en 1866 et 1880. Il est décoré de la Légion d'honneur en 1881.
Eugène Feyen s'installe en été à Cancale et y passe plusieurs mois par an à peindre des vues de la récolte des huitres et de la baie du Mont-Saint-Michel. Ses tableaux naturalistes sont appréciés en France et à l'étranger. Sa copie de La Joconde remplace temporairement l'œuvre volée en 1913 au musée du Louvre à Paris.
Il repose dans la même tombe que son frère à Paris au cimetière de Montmartre (18e division). Il est l'auteur du médaillon sculpté représentant son profil ornant leur pierre tombale.

## Collections publiques
- Quimper, musée départemental breton : dessins.
- Rennes, musée des Beaux-Arts : Le Marin ou Héroïsme ou Les Naufragés, Salon de 1895[2].

Œuvres de Jacques Eugène Feyen
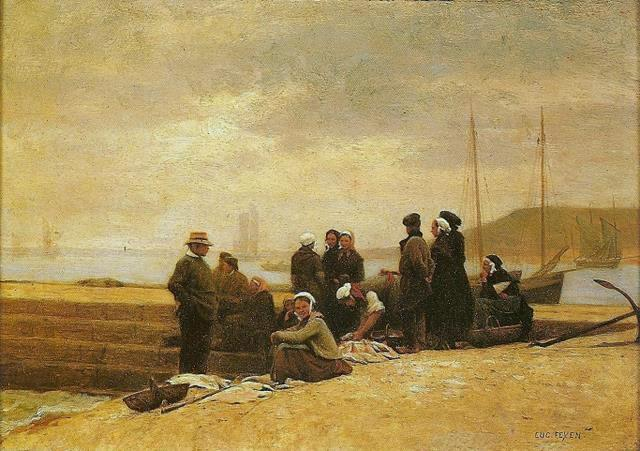
Femmes et pêcheurs attendant un bateau (vers 1860), Rio de Janeiro, Museu Histórico e Diplomático do Itamaraty.
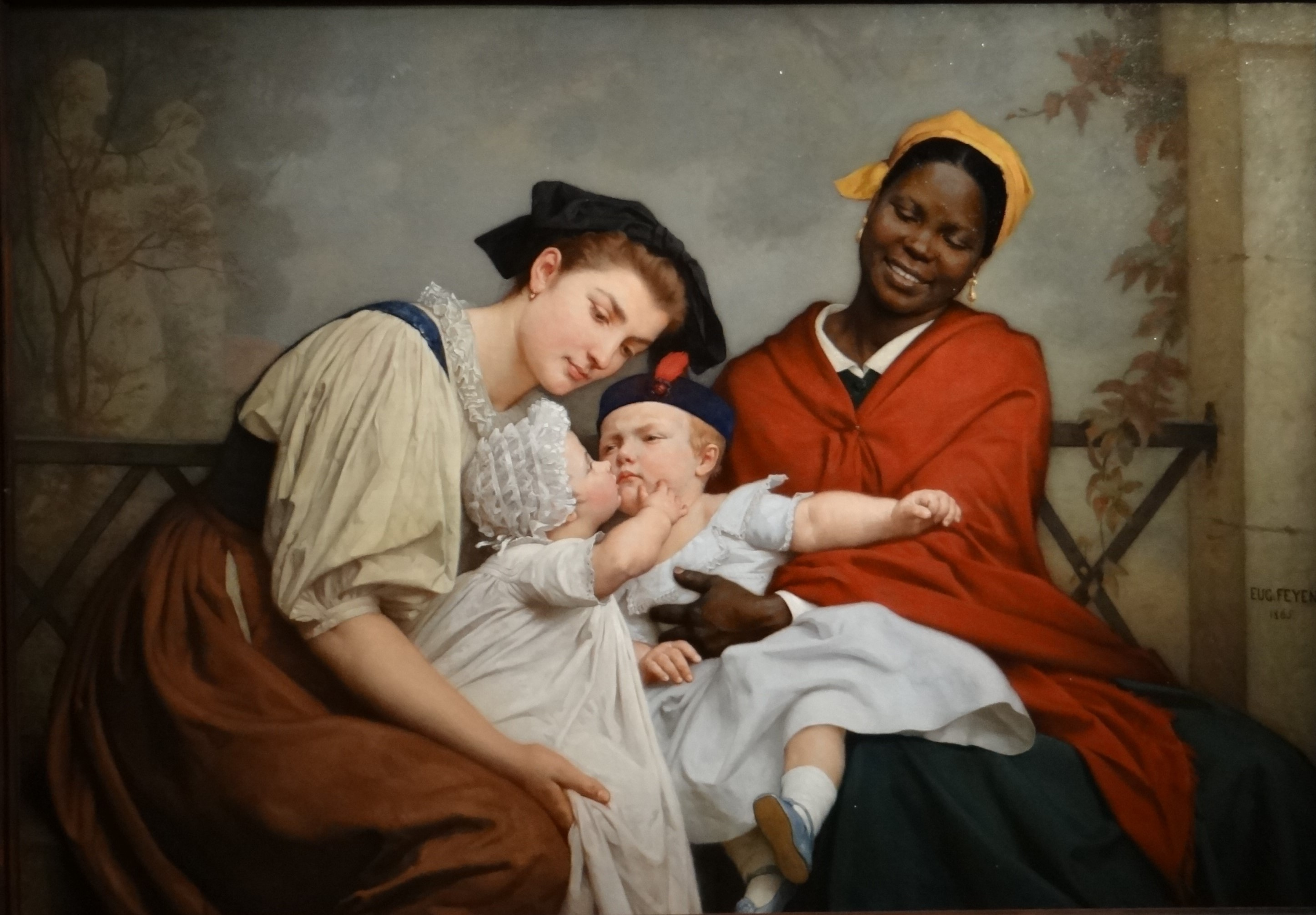
Le Baiser enfantin (Salon de 1865), Lille, palais des beaux-arts.
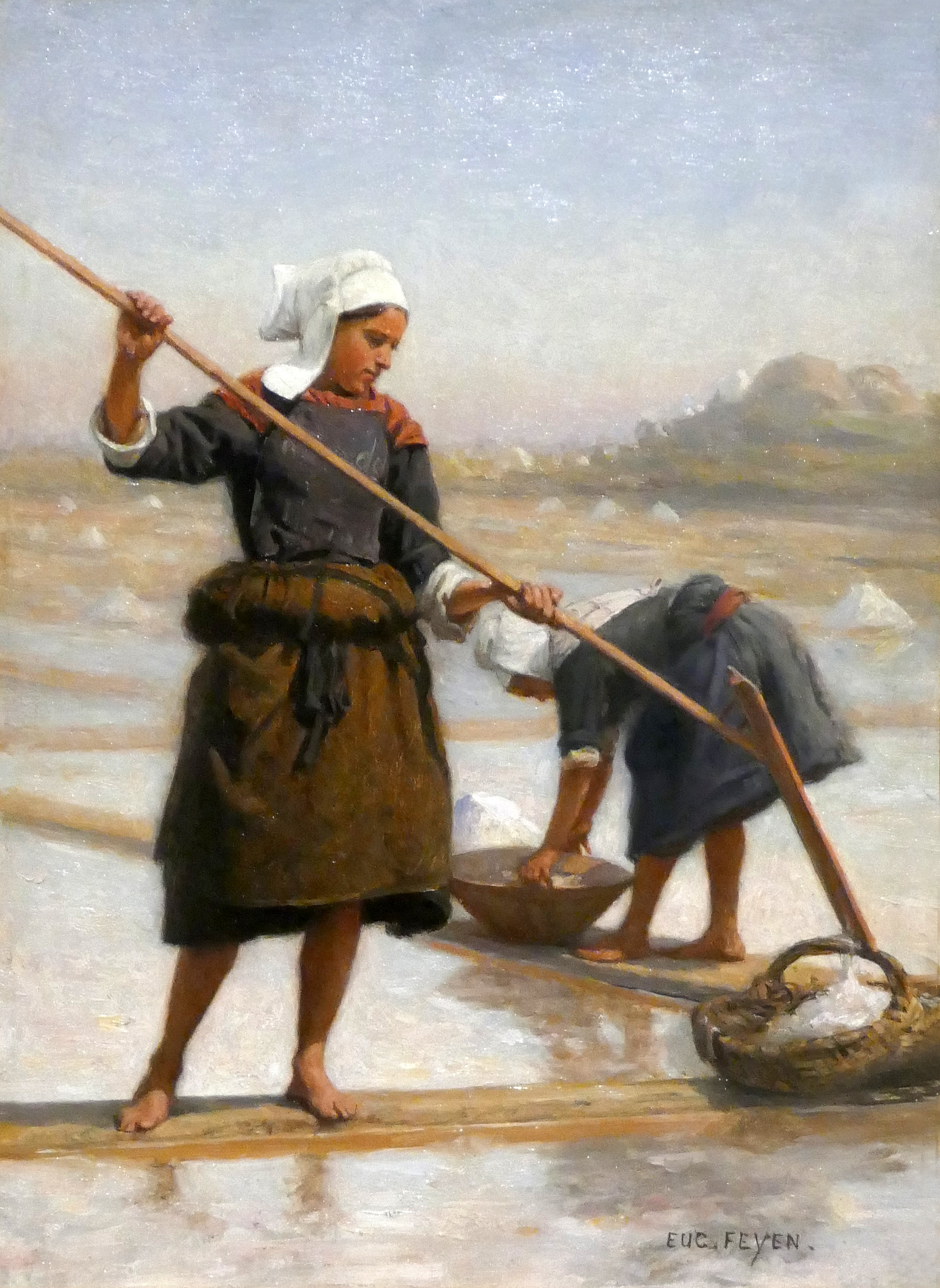
Les Paludières (vers 1872), Batz-sur-Mer, musée des marais salants.
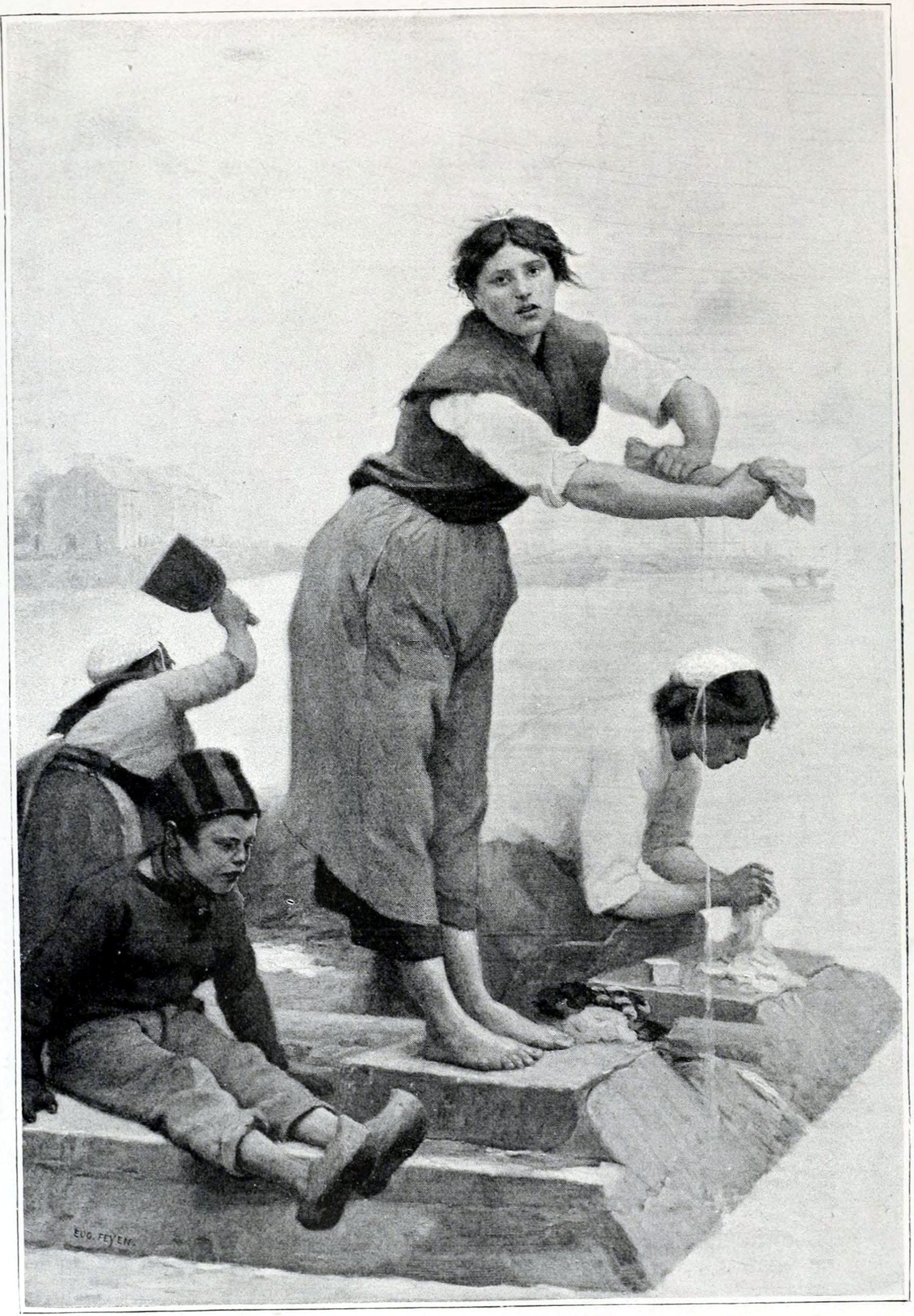
Le Lavoir de la Houle (Salon de 1888), localisation inconnue.
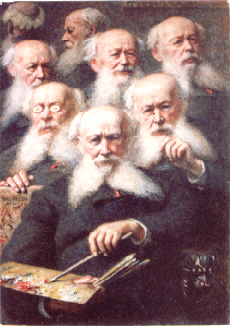
Eugène Feyen, Autoportrait multiple (1906), Metz, collection particulière.

## Élèves
- Jeanne Donnadieu
- Augustin Feyen-Perrin, son frère cadet.

## Iconographie
- Autoportrait en médaillon de profil, ornant sa tombe au cimetière de Montmartre à Paris.